# Iljinsko-Podomskoje
Iljinsko-Podomskoje (ros. Ильинско-Подомское) – wieś (sieło) w Rosji, w obwodzie archangielskim, w rejonie wyczegodzkim. W 2010 liczyła 3682 mieszkańców.